# Konttjärnen (Gudmundrå socken, Ångermanland, 697699-158972)
Konttjärnen är en sjö i Kramfors kommun i Ångermanland och ingår i Ångermanälven-Gådeåns kustområde.